# ساوت کاونتری (حوزه سرشماری)، کنتیکت
ساوت کاونتری (به انگلیسی: South Coventry) یک منطقهٔ مسکونی در ایالات متحده آمریکا است که در شهرستان تولند، کنتیکت واقع شده‌است. ساوت کاونتری ۸٫۳ کیلومتر مربع مساحت و ۱٬۴۸۳ نفر جمعیت دارد و ۱۶۰ متر بالاتر از سطح دریا واقع شده‌است.